# Orthotrichia fragilis
Orthotrichia fragilis är en nattsländeart som beskrevs av Wells 1984. Orthotrichia fragilis ingår i släktet Orthotrichia och familjen smånattsländor. Inga underarter finns listade i Catalogue of Life.